# ژئونت
ژئونت (GeoNet) یک شبکه خدمات آنلاین بین‌المللی بود که با استفاده از ریزرایانه‌ها ساخته شد. این شبکه بر اساس نرم‌افزاری که در آلمان توسط GeoNet Systems GmbH در اوایل دهه ۸۰ میلادی توسعه یافت و در اوایل دهه ۹۰ میلادی کامل شد و یکی از اولین شبکه‌هایی بود که یک پلتفرم خدمات آنلاین جامع را ارائه داد و با نوآوری‌هایی به بازار عرضه شد. برخلاف سایر سیستم‌های «صندوق پستی» آن زمان، ژئونت یک رابط فرمان کاربر پسند داشت و از فناوری پردازش توزیع شده استفاده می‌کرد.

## تاریخچه
ژئونت در عرض ۱۵ ماه پس از معرفی اولین سیستم خود در اوایل دهه ۸۰ میلادی به یک نیروی مهم در بازار اروپا تبدیل شد و تا سال ۱۹۸۶، در ۸ کشور دنیا پایگاه نصب شده با ۲۵ سیستم داشت. در اوایل دهه ۹۰ میلادی سیستم‌های ژئونت در اتریش، فرانسه، آلمان، گواتمالا، ایرلند، ایتالیا، لوکزامبورگ، هلند، لهستان، پرتغال، سوئیس، بریتانیا، ایالات متحده آمریکا و اتحاد جماهیر شوروی (آن زمان) ایجاد شده بودند. به غیر از PTT اتریشی و آن پست در ایرلند، اکثر اپراتورها، برای خودشان شرکت‌های خصوصی مستقلی بودند.

## ویژگی‌ها و طراحی سیستم
سیستم‌های ژئونت با استفاده از یک پروتکل اختصاصی پیش-از-X.400، به نام "InterMail" به هم متصل شدند. شبکه موسوم به "GeoMail" یک "دامنه خصوصی" در سراسر جهان تشکیل داد، که بعدها از طریق پروتکل X.400 با سایر دامنه‌های عمومی و خصوصی مرتبط شد.
نسخه‌های بعدی نرم‌افزار ژئونت تحت OpenVMS روی سخت‌افزار DEC اجرا می‌شدند. بزرگترین نصب این سیستم روی خوشه‌های آلفا انجام و همان‌جا اجرا شدند. ژئونت نظارت و نگهداری متمرکز سیستم را از آلمان اداره می‌کرد.
برخی از ویژگی‌های بیشمار نوآورانه سیستم‌های ژئونت در زیر آورده شده‌اند:
- حسابداری بین‌سیستمی و تسویه حساب: سیستم‌ها می‌توانستند برای بسیاری از فعالیت‌های آنلاین مختلف صورت‌حساب بگیرند، اما همچنین دارای یک سیستم تسویه‌حساب داخلی بودند که به موجب آن کاربران یک سیستم می‌توانستند از خدمات ارائه شده توسط سیستم دیگر استفاده کنند و بر اساس آن صورتحساب دریافت کنند.
- فرانت‌اند یکپارچه پایگاه داده: فلسفه ژئونت این بود که به کاربران یک «فروشگاه تک مرحله‌ای» برای خدمات آنلاین ارائه دهد. کاربران می‌توانستند توسط رابط هوشمندی که با کمک هزینه تحقیقاتی کمیسیون اروپا توسعه یافته بود، به طیف گسترده‌ای از پایگاه داده‌های آنلاین از راه دور دسترسی داشته باشند. هزینه دسترسی به پایگاه‌های داده راه دور به صورت‌حساب کاربر اضافه می‌شد.
- پیام‌رسانی یکپارچه: ژئونت یکی از اولین سیستم‌هایی بود که «پیام‌رسانی یکپارچه» را ارائه داد (اصطلاحی که توسط Ovum Ltd. در بریتانیا معرفی شد). اصطلاح «فروشگاه تک مرحله‌ای» با ممکن ساختن تبادل پیام با فکس، تلکس، تله تکس، پیامک، پیجر، پیام صوتی و Inmarsat-C گسترش یافت. ژئونت یکی از اولین سیستم‌هایی بود که خدمات فکس خارجی را معرفی کرد و همچنین یکی از اولین سیستم‌هایی بود که شماره‌های فکس داخلی خصوصی را ارائه کرد و به کاربران این امکان را داد که از هر کجا که می‌توانند به صندوق پستی خود متصل شوند و فکس را ارسال و دریافت کنند.
- رابط کاربری چند زبانه، به زبان‌های هلندی، انگلیسی، فرانسوی، آلمانی، ایتالیایی، لهستانی، پرتغالی، روسی و اسپانیایی.
- پیشرو در پیام‌های فوری: کاربران می‌توانستند به صورت زنده آنلاین «چت» کنند.

## اپراتورها
سیستم‌های GEO2 و MCR1 بریتانیا توسط Poptel به اجرا درمی‌آمدند که خدمات آن‌ها با هدف ارائه به سازمان‌های غیرتجاری و قالب متمایز آدرس‌دهی ژئونت طراحی می‌شدند. (مثلا GEO2: تونی. بلر - یک کاربر شناخته شده در اوایل دهه ۹۰ میلادی) به‌طور گسترده در محافل NGO و جنبش کارگری شناخته شده بود.
علاوه بر آن، دسترسی کامپیوتر(Computer Access) (در اصل Hackney Computer Access)* [به http://www.access-it.org.uk  مراجعه کنید] میزبان Hackney را با استفاده از فناوری ژئونت ساخت و از آن برای مقابله با محرومیت دیجیتال در شرق لندن و دره لی، با حمایت بودجه مرکز City Challenge استفاده کرد.
سیستم موجود در اتحاد جماهیر شوروی، MOS1، در اوج دوره «گلاسنوست» تأسیس شد و اطلاعات لو رفته از کودتای اوت سال ۱۹۹۱ را به رسانه‌های غربی مخابره کرد.
نام ژئونت اکنون توسط یک ISP امنیتی آلمانی استفاده می‌شود. آخرین میزبان ژئونت  - Kay-Michael Sonntag از هکستر - وب سایت  geonet.de و پایگاه مشتریان آنها در تاریخ ۲۱ دسامبر ۲۰۱۲، به همراه Arno Witt، تصاحب کرد و همچنین جامعه کارآفرینی خدمات میزبانی-امنیتی وب را در اکتبر ۲۰۱۲ تأسیس کردند.
در اکتبر ۲۰۱۸، Arno Witt (که از قبل ۵۰ درصد از سهام شرکت را در اختیار داشت) سهام شرکت Web Security Hosting Services UG را تصاحب کرد و این شرکت را به شرکتی با نام WE Webdesign (مالک: Arno Witt) در ژانویه ۲۰۱۹ ادغام کرد. از آن زمان، ژئونت به عنوان بخشی از شرکت WE Webdesign به کار خود ادامه داد. محصولات ژئونت، به‌ویژه حساب‌های پستی سایت‌های geonet.de و geonet.com، که تا حدی از اوایل دهه ۹۰ میلادی وجود داشتند، در آینده تقویت می‌شوند و از طریق راه‌حل‌های WSHS ارائه می‌شوند.